# Alejandro Gaos y González-Pola
Alejandro Gaos y González-Pola (Oriola, 1907-València, 1958) fou un escriptor valencià. Va escriure poesia; entre d'altres, Tertulias de campanar (1932), Ímpetu del sueño (1934), Vientos de la angustia (1947) o La senzillez atormnetada (1951), etc.) i assaig La angustia romántica de nuestro tiempo (1935).